# Nova Jerusalém (álbum)
Nova Jerusalém é o álbum de estreia do Grupo Elo, lançado em 1977.
Diferentemente do disco Calmo, Sereno, Tranquilo, esta obra conteria mais canções de outros membros do Elo, e uso de mais instrumentos.

## Faixas
| Lado A |                                              |                                                               |         |  |
| N.º    | Título                                       | Compositor(es)                                                | Duração |  |
| 1.     | "Um Só Rebanho"                              | J.J. Freire e C.H. Morris                                     | 3:06    |  |
| 2.     | "Que Bom é Ter Jesus / Por Mim Morreu Jesus" | Jayro Trench Gonçalves e Richard Torrans / Autor Desconhecido | 4:55    |  |
| 3.     | "Por Amor"                                   | Don Wirtzen                                                   | 3:07    |  |
| 4.     | "Salmo 131 / Vinde Meninos"                  | Richard Torrans / S.P. Kalley e G.F. Root                     | 5:19    |  |

| Lado B |                         |                                     |         |  |
| N.º    | Título                  | Compositor(es)                      | Duração |  |
| 1.     | "Vamos Todos Proclamar" | Richard Torrans                     | 3:32    |  |
| 2.     | "Eu Quero Paz"          | Paulo Cezar da Silva e Ivan Cláudio | 3:10    |  |
| 3.     | "Nova Jerusalém"        | Jayro Trench Gonçalves              | 3:34    |  |
| 4.     | "Que Bom é Meu Jesus"   | Jayro Trench Gonçalves              | 4:10    |  |
| 5.     | "Salmo 23"              | Jayro Trench Gonçalves              | 3:32    |  |

| Críticas profissionais | Críticas profissionais |
| Avaliações da crítica  | Avaliações da crítica  |
| Fonte                  | Avaliação              |
| ---------------------- | ---------------------- |
| O Propagador           | [ 4 ]                  |

## Ficha Técnica
Produção:
- Produção Musical: Editora Musical Elo
- Arranjos: Richard Torrans
- Participação: Grupo Elo
- Vocal: Nancy Torrans, Nilma Soares da Silva, Paulo Cezar da Silva, Jayro Trench Gonçalves

Instrumental:
- Teclados: Richard Torrans
- Baixo Elétrico: Nelson Bomilcar
- Bateria: Flávio Barros M.Teixeira
- Violões: Guilherme Kerr